# Golden Globe Awards 1966
Die 22. Verleihung der Golden Globe Awards fand am 28. Februar 1966 statt.

## Nominierungen und Gewinner im Bereich Film

### Bester Film – Drama
Doktor Schiwago (Doctor Zhivago) – Regie: David Lean
- Das Narrenschiff (Ship of Fools) – Regie: Stanley Kramer
- Der Fänger (The Collector) – Regie: William Wyler
- Der Flug des Phoenix (The Flight of the Phoenix) – Regie: Robert Aldrich
- Träumende Lippen (A Patch of Blue) – Regie: Guy Green

### Bester Film – Musical/Komödie
Meine Lieder – meine Träume (The Sound of Music) – Regie: Robert Wise
- Cat Ballou – Hängen sollst du in Wyoming (Cat Ballou) – Regie: Elliot Silverstein
- Das große Rennen rund um die Welt (The Great Race) – Regie: Blake Edwards
- Die tollkühnen Männer in ihren fliegenden Kisten (Those Magnificent Men in Their Flying Machines) – Regie: Ken Annakin
- Tausend Clowns (A Thousand Clowns) – Regie: Fred Coe

### Beste Regie
David Lean – Doktor Schiwago (Doctor Zhivago)
- Guy Green – Träumende Lippen (A Patch of Blue)
- John Schlesinger – Darling
- Robert Wise – Meine Lieder – meine Träume (The Sound of Music)
- William Wyler – Der Fänger (The Collector)

### Bester Hauptdarsteller – Drama
Omar Sharif – Doktor Schiwago (Doctor Zhivago)
- Rex Harrison – Michelangelo – Inferno und Ekstase (The Agony and the Ecstasy)
- Sidney Poitier – Träumende Lippen (A Patch of Blue)
- Rod Steiger – Der Pfandleiher (The Pawnbroker)
- Oskar Werner – Das Narrenschiff (Ship of Fools)

### Beste Hauptdarstellerin – Drama
Samantha Eggar – Der Fänger (The Collector)
- Julie Christie – Darling
- Elizabeth Hartman – Träumende Lippen (A Patch of Blue)
- Simone Signoret – Das Narrenschiff (Ship of Fools)
- Maggie Smith – Othello

### Bester Hauptdarsteller – Musical/Komödie
Lee Marvin – Cat Ballou – Hängen sollst du in Wyoming (Cat Ballou)
- Jack Lemmon – Das große Rennen rund um die Welt (The Great Race)
- Jerry Lewis – Boeing-Boeing
- Jason Robards – Tausend Clowns (A Thousand Clowns)
- Alberto Sordi – Die tollkühnen Männer in ihren fliegenden Kisten (Those Magnificent Men in Their Flying Machines)

### Beste Hauptdarstellerin – Musical/Komödie
Julie Andrews – Meine Lieder – meine Träume (The Sound of Music)
- Jane Fonda – Cat Ballou – Hängen sollst du in Wyoming (Cat Ballou)
- Barbara Harris – Tausend Clowns (A Thousand Clowns)
- Rita Tushingham – Der gewisse Kniff (The Knack ...and How to Get It)
- Natalie Wood – Verdammte, süße Welt (Inside Daisy Clover)

### Bester Nebendarsteller
Oskar Werner – Der Spion, der aus der Kälte kam (The Spy Who Came in from the Cold)
- Red Buttons – Die Welt der Jean Harlow (Harlow)
- Frank Finlay – Othello
- Hardy Krüger – Der Flug des Phoenix (The Flight of the Phoenix)
- Telly Savalas – Die letzte Schlacht (Battle of the Bulge)

### Beste Nebendarstellerin
Ruth Gordon – Verdammte, süße Welt (Inside Daisy Clover)
- Joan Blondell – Cincinnati Kid (The Cincinnati Kid)
- Joyce Redman – Othello
- Thelma Ritter – Boeing-Boeing
- Peggy Wood – Meine Lieder – meine Träume (The Sound of Music)

### Bester Nachwuchsdarsteller
Robert Redford – Verdammte, süße Welt (Inside Daisy Clover)
- Ian Bannen – Der Flug des Phoenix (The Flight of the Phoenix)
- James Caan – Die glorreichen Reiter (The Glory Guys)
- James Fox – Die tollkühnen Männer in ihren fliegenden Kisten (Those Magnificent Men in Their Flying Machines)
- Tom Nardini – Cat Ballou – Hängen sollst du in Wyoming (Cat Ballou)

### Beste Nachwuchsdarstellerin
Elizabeth Hartman – Träumende Lippen (A Patch of Blue)
- Donna Butterworth – Das Familienjuwel (The Family Jewels)
- Geraldine Chaplin – Doktor Schiwago (Doctor Zhivago)
- Rosemary Forsyth – Der Mann vom großen Fluß (Shenandoah)
- Maura McGiveney – Bitte nicht stören! (Do Not Disturb)

### Bestes Drehbuch
Robert Bolt – Doktor Schiwago (Doctor Zhivago)
- Philip Dunne – Michelangelo – Inferno und Ekstase (The Agony and the Ecstasy)
- Guy Green – Träumende Lippen (A Patch of Blue)
- John Kohn, Stanley Mann – Der Fänger (The Collector)
- Stirling Silliphant – Stimme am Telefon (The Slender Thread)

### Beste Filmmusik
Maurice Jarre – Doktor Schiwago (Doctor Zhivago)
- Benjamin Frankel – Die letzte Schlacht (Battle of the Bulge)
- Henry Mancini – Das große Rennen rund um die Welt (The Great Race)
- Johnny Mandel – … die alles begehren (The Sandpiper)
- Riz Ortolani – Der gelbe Rolls-Royce (The Yellow Rolls-Royce)

### Bester Filmsong
„Forget Domani“ aus Der gelbe Rolls-Royce (The Yellow Rolls-Royce) – Norman Newell, Riz Ortolani
- „Ballad of Cat Ballou“ aus Cat Ballou – Hängen sollst du in Wyoming (Cat Ballou) – Mack David, Jerry Livingston
- „That Funny Feeling“ aus Das Schlafzimmer ist nebenan (That Funny Feeling) – Bobby Darin
- „The Shadow of Your Smile“ aus … die alles begehren (The Sandpiper) – Johnny Mandel, Paul Francis Webster
- „The Sweetheart Tree“ aus Das große Rennen rund um die Welt (The Great Race) – Henry Mancini, Johnny Mercer

### Bester fremdsprachiger Film
Julia und die Geister (Giulietta degli spiriti), Italien – Regie: Federico Fellini
- Der Reigen (La Ronde), Frankreich – Regie: Roger Vadim
- Die Regenschirme von Cherbourg (Les Parapluies de Cherbourg), Frankreich – Regie: Jaques Demy
- Rotbart (Akahige), Japan – Regie:  Akira Kurosawa
- Tarahumara, Mexiko – Regie: Luiz Alcoriza

### Bester englischsprachiger ausländischer Film
Darling, Großbritannien – Regie: John Schlesinger
- Der gewisse Kniff (The Knack ...and How to Get It), Großbritannien – Regie: Richard Lester
- Die Lederjungen (The Leather Boys), Großbritannien – Regie: Sidney J. Furie
- 31 Grad im Schatten (Ninety Degrees in the Night), Großbritannien, Tschechoslowakei – Regie: Jiří Weiss
- Othello, Großbritannien – Regie: Stuart Burge

## Gewinner und Nominierte im Bereich Fernsehen

### Beste Fernsehserie
Solo für O.N.C.E.L. (The Man from U.N.C.L.E)
- Ein Mann und seine Musik (Frank Sinatra: A Man and His Music)
- Mini Max (Get Smart)
- My Name Is Barbra
- Tennisschläger und Kanonen (I Spy)

### Bester Darsteller in einer Fernsehserie
David Janssen – Auf der Flucht (The Fugitive)
- Don Adams – Mini Max (Get Smart)
- Ben Gazzara – Wettlauf mit dem Tod (Run for Your Life)
- David McCallum – Solo für O.N.C.E.L. (The Man from U.N.C.L.E)
- Robert Vaughn – Solo für O.N.C.E.L. (The Man from U.N.C.L.E)

### Beste Darstellerin in einer Fernsehserie
Patricia Neal – Privatdetektivin Honey West (Honey West)
- Patty Duke – The Patty Duke Show
- Mia Farrow – Peyton Place
- Dorothy Malone – Peyton Place
- Barbara Stanwyck – Big Valley (The Big Valley)

## Cecil B. DeMille Award
John Wayne